# Palopo
Palopo este un oraș din Indonezia.